# Might and Magic Book One: The Secret of the Inner Sanctum
Might and Magic Book One: The Secret of the Inner Sanctum (también conocido como Might and Magic Book 1, Might and Magic 1, MM1 o simplemente Might and Magic) es uno de los primeros videojuegos de rol publicados para Apple II, IBM PC, Nintendo Entertainment System (NES), y un número de otras plataformas, y es el primer videojuego de la serie Might and Magic. Fue publicado en 1986 por New World Computing y luego también vuelto a publicar en Might and Magic VI: The Mandate of Heaven Limited Edition y en Might and Magic VI: The Mandate of Heaven Special Edition.

## Desarrollo
La versión original de Apple II del videojuego fue escrita casi en su totalidad por Jon Van Caneghem durante tres años. Van Caneghem tuvo dificultades encontrando una distribuidora para MM1, así que él mismo se encargó de la distribución desde su propio departamento hasta que pudo cerrar un trato con Activision.
Debido a su popularidad, el videojuego fue portabilidadporteado a una cantidad de plataformas que también eran populares en esa época, y durante los siguientes quince años se publicaron ocho secuelas.
Un port de Might and Magic fue publicado para NES en 1992. Si bien la jugabilidad básica era similar a la de los ports publicados en plataformas anteriores, los gráficos y el acabado general denotaban la fecha posterior de publicación y la gran capacidad de la plataforma de Nintendo.

## Trama y escenario
El videojuego transcurre en el mundo de VARN (Vehicular Astropod Research Nacelle) que contiene grandes cantidades de terreno al aire libre, castillos, cuevas, ciudades subterráneas y un plano astral.
El videojuego se enfoca alrededor de seis aventureros que tratan de descubrir el secreto del Inner Sanctum: una especie de búsqueda del santo grial. Mientras tratan de descubrir el Inner Sanctum, los héroes descubren información acerca de la cacería de Corak por el villano Sheltem. Finalmente terminan desenmascarando a Sheltem, quien había estado ocultándose como el rey, y desbaratan sus planes malignos. Al final del juego atraviesan la "Puerta hacia otro mundo" y viajan a CRON, sin saber que Sheltem ha escapado también a este mundo.
Si bien VARN está poblado en su mayor parte por tropas de fantasía medieval como caballeros con armadura, monstruos míticos y magos, un cierto número de elementos de ciencia ficción entran en el escenario. Por ejemplo, la trama de Sheltem es introducida por primera vez cuando los aventureros visitan el lugar donde se estrelló una nave espacial y un grupo de extraterrestres les dicen que su prisionero está libre en el mundo.

## Mecánica del videojuego

### Personajes
Los personajes en Might and Magic y sus secuelas están definidos por un número de reglas, siguiendo imprecisamente los arquetipos de fantasía de los juegos de rol.
Los personajes tienen "estadísticas" (similares a los puntajes de habilidades de Dungeons & Dragons) de poder, resistencia, precisión, personalidad, inteligencia y suerte.
Existen seis clases de personaje:
- Knight (caballero), basado en la clase Fighter de Dungeons & Dragons.
- Cleric (clérigo), parecidos a los Clerics de D&D.
- Los Robbers (ladrón) son similares a la clase Thief de D&D.
- Sorcerers (hechicero), llamados Wizards en la versión de NES, son como la clase Wizard de D&D.
- Paladins (paladín) son personajes luchadores que obtienen acceso a la magia de los clérigos en niveles avanzados. A diferencia de sus equivalentes en D&D, no existen restricciones en su alineamiento.
- Los Archers (arquero) son personajes luchadores más limitados, que pueden usar armas a distancia incluso cuando están en el frente del combate, y ganan acceso a los hechizos de los hechiceros en niveles avanzados.[9]

Al crearlos, el jugador le asigna a cada personaje una raza: humano, elfo, mitad orco, gnomo o enano. Estas razas afectan las estadísticas de inicio de los personajes, y su resistencia a las distintas formas de ataque.
El alineamiento también se escoge para cada personaje, pero debido a que el grupo acciona de manera colectiva todo el tiempo, las implicaciones de esto son mínimas. El alineamiento cumple una pequeña función en el juego, en particular determinar la recompensa de una de las misiones del juego.
Los personajes también pueden ser hombres o mujeres. Como el alineamiento, el género tiene una importancia mínima, a excepción de ciertas situaciones (como en la ciudad de Portsmith, en la que todos los hombres, y sólo hombres, son heridos al pasar por ciertas áreas de la ciudad). El género de un personaje puede ser cambiado mediante ciertas acciones dentro del mundo del videojuego.

### Magia
Existen dos tipos de hechizos mágicos en Might and Magic: hechizos de hechicero y hechizos de clérigo. Los hechizos de hechicero pueden ser usados por personajes hechiceros y arqueros; los hechizos de clérigo pueden ser usados por personajes clérigos y paladines. La invocación de hechizos diaria está limitada por los "puntos de magia" del personaje. Para los usuarios de hechizos de hechicero, el número de puntos de magia disponibles depende de la estadística inteligencia del personaje. Para los que invocan hechizos de clérigo, el número de puntos de magia depende de la estadística personalidad del personaje.
Los hechizos de hechicero tienden a ser agresivos, haciendo daño a las criaturas enemigas.
Los hechizos de clérigo generalmente son más defensivos, y sirven para curar, defender y quitar el veneno y otros efectos indeseables.

## Exploración
El mundo es presentado como un laberinto, usando una interfaz con perspectiva en primera persona similar a la utilizada en Bard's Tale, en la que el mundo del juego está dividido en especies de laberintos y las opciones de movimiento del jugador son moverse hacia adelante o hacia atrás, o girar noventa grados hacia la derecha o hacia la izquierda. Las paredes representan crestas de montañas, cuevas de piedra, filas de árboles o cualquier obstrucción que pueda ser esperada en el terreno siendo explorado.
La exploración, como el combate, es por turnos; por lo tanto el tiempo del juego no transcurre mientras el jugador aguarda.
Si el grupo se mueve a un lugar en el que hay criaturas hostiles, o si sucede un acontecimiento al azar, el juego cambia a la fase de combate.

## Combate
Cuando se encuentra con criaturas hostiles, el jugador puede alejarse del lugar, intentar rendirse ante las criaturas, o atacar. Si el jugador elige atacar, o si su intento por evadir el combate falla, el juego entra en el modo de combate.
En la mayoría de las plataformas, la interfaz de combate se presenta únicamente en formato texto. Se realiza un combate por turnos, con cada combatiente atacando por orden de su estadística de velocidad. En cada ronda se aplica al azar un extra de velocidad al grupo del jugador o a las criaturas enemigas. En cada turno de un personaje del jugador, el jugador selecciona una acción dentro de una lista limitada de opciones, que incluyen atacar a una criatura, convocar un hechizo o intentar escapar.
El combate finaliza cuando todos los combatientes de un bando u otro han caído inconscientes o han muerto (generalmente por haberse quedado sin puntos de vida), o han huido. El jugador también puede perder en combate permitiendo que todos los miembros del grupo caigan dormidos o paralizados.

## Recepción
En 1987, la revista Compute! elogió a Might and Magic por su riqueza de contenido, su jugabilidad no lineal y el aspecto de sus gráficos, a pesar de que se nota que los gráficos del juego no incluyen animación, y que la representación gráfica de los enemigos combatientes es limitada. La revista Computer Gaming World elogió de manera similar la amplitud del juego, pero destacó que las primeras versiones del juego sólo equipaban a los nuevos integrantes del grupo con palos, haciendo que el principio del juego fuese muy difícil. Los comentaristas modernos reconocen a MM1 por el inmenso alcance de su mundo, por la libertad de exploración y por los aspectos pioneros como incorporar razas, género y alineamiento en la jugabilidad para los personajes del jugador.
El juego fue revisado en 1987 en el número 122 de la revista Dragon por Patricia Lesser en la columna "The Role of Computers" ("el rol de las computadoras"). Lesser dijo "Esta aventura es increíble en su amplitud, completamente fascinante, gráficamente agradable, y uno de los mejores cinco juegos hechos para computadora".